# 581 a.C.
Il 581 a.C. (DLXXXI a.C. in numeri romani) è un anno  del VI secolo a.C.

## Eventi
- Fondazione dell'antica Akragas, oggi Agrigento.
- Suizei diviene imperatore del Giappone.